# Euthalia kangeana
Euthalia kangeana är en fjärilsart som beskrevs av Talbot 1943. Euthalia kangeana ingår i släktet Euthalia och familjen praktfjärilar. Inga underarter finns listade i Catalogue of Life.